# Annick Lesage
Annick Lesage (1969) is een Vlaamse radio- en documentairemaakster bij Klara (VRT).

## Biografie
Zij studeerde aan het RITCS (1987-1991) en werkt sinds 1992 bij de VRT als documentairemaakster en redactiemedewerker voor de programma's Piazza, Titaantjes, Alaska, Bromberen, Moshi en Joos. Nu maakte ze radioreeksen voor Klara. Van 1996 tot 2013 gaf ze les aan het Herman Teirlinck Instituut in Antwerpen (Radio documentaires).
Ze was coach voor de EBU masterschool for Radio-Features.

## Boeken
- Een treurige prins: biografie van Jotie 't Hooft (Manteau, 1997) (met Jean-Paul Mulders)
- Cybercindy: over chatten en chatverslaving (met Jean-Paul Mulders)
- Expo '58, het wonderlijke feest van de fifties (Standaard Uitgeverij, 2008)
- Briek, boek over het verdwenen kindsterretje Briek (met Pieter Gaudesaboos)
- Herr Luna, spannende luisterdetective over de verdwijning van Briek tegen het decor van Berlijn in de DDR (met Pieter Gaudesaboos)
- Wie was Monsieur Hawarden? (onderzoek in uitgave Monsieur Hawarden, uitgeverij Tzara, 2024)